# Aleksandrovkören

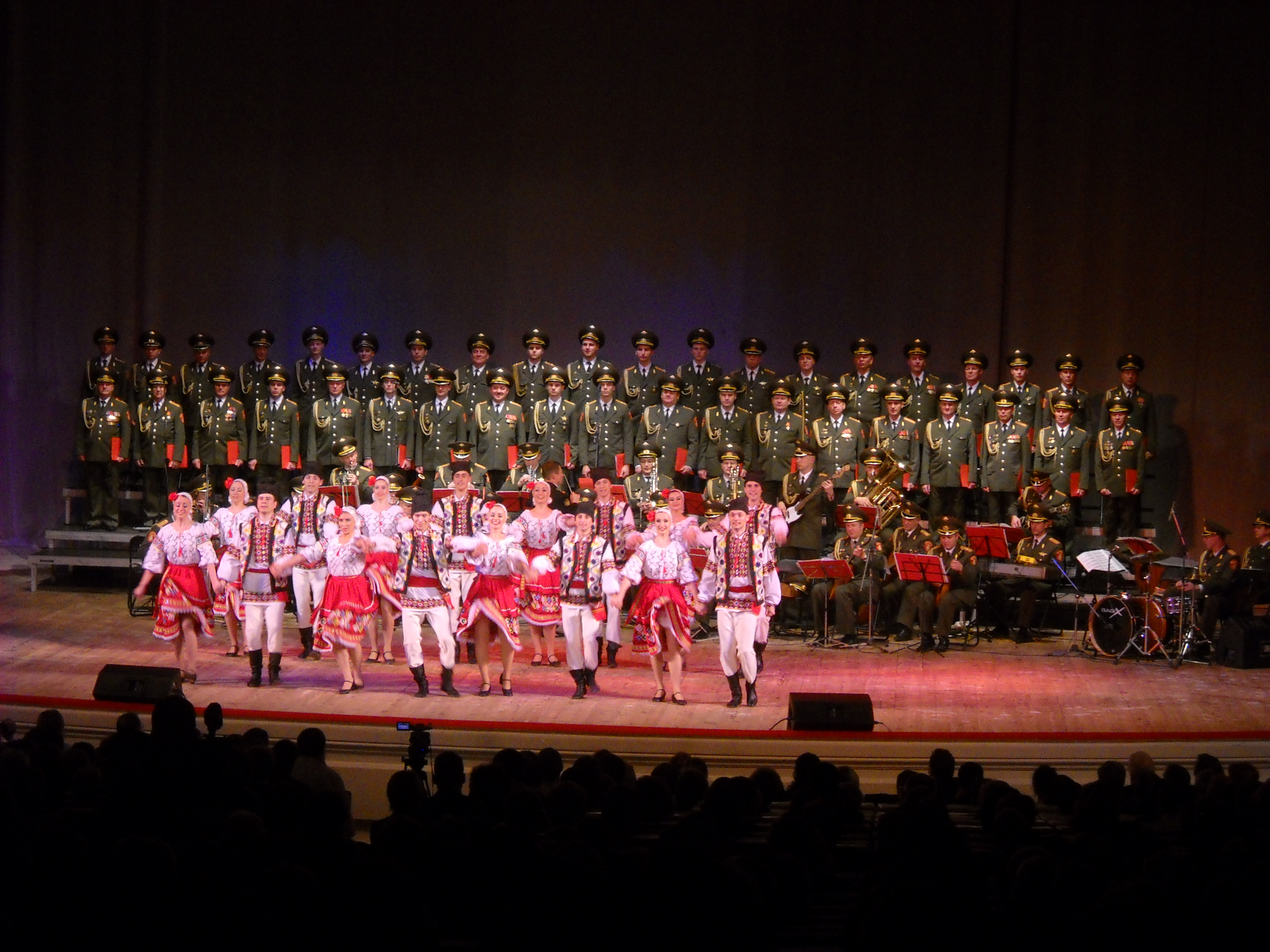
Aleksandrovkören i Warszawa 2009

Aleksandrovkören (ryska: Ансамбль Александрова, Ensemble Aleksandrova), Med dess fullständiga namn Ryska arméns akademiska sång- och dansensemble uppkallad efter A. V. Aleksandrov (ryska: Академический ансамбль песни и пляски Российской армии имени А. В. Александрова, Akademitjeskij ensemble pesni i pljaski Rossijskoj armii imeni A. V. Aleksandrov) är en musikgrupp av Rysslands militär. Gruppen turnerar världen runt.
Ensemblen grundades 1928 i Moskva av Aleksandr Aleksandrov, som senare kom att komponera Sovjetunionens nationalsång (numera Rysslands nationalsång), och bestod ursprungligen av tolv medlemmar.
En stor del av ensemblens dåvarande medlemmar omkom i en flygplansolycka juldagen 2016.

## Utmärkelser
- Röda fanans orden